# Rock County, Nebraska
Rock County är ett administrativt område i delstaten Nebraska, USA, med 1 526 invånare. Den administrativa huvudorten (county seat) är Bassett. 

## Geografi
Enligt United States Census Bureau har countyt en total area på 2 621 km². 2 612 km² av den arean är land och 9 km² är vatten. 

### Angränsande countyn
- Keya Paha County - norr
- Boyd County - nordost
- Holt County - öster
- Loup County - söder
- Brown County - väster